# Benecko
Benecko là một làng thuộc huyện Semily, vùng Liberecký, Cộng hòa Séc.